# Le Chemin de France
Le Chemin de France est un roman de Jules Verne paru en 1887.

## Historique
L'œuvre est écrite par Jules Verne en 1885. Elle attend deux ans avant d'être publiée en édition préoriginale dans Le Temps du 31 août au 30 septembre 1887. Elle est ensuite reprise en volume chez Hetzel.

## Résumé
L'histoire se passe en 1792. Pendant que Natalis Delpierre, un soldat de l'armée française, est en Prusse pour rendre visite à sa sœur, la guerre éclate entre la France et la Prusse ; Delpierre et ses amis doivent alors trouver le moyen de rentrer en France.

## Style
Le narrateur est un paysan qui devient soldat, fervent patriote mais non militariste (« Je regardais cette jonchée de cadavres avec horreur, car jamais je n’ai pu m’habituer à la vue d’un champ de bataille.», p. 167). Le langage est assez simple, l'écriture pleine d'interjections et de points d'exclamation.

## Personnages
La création des noms des personnages laisse apparaître quelques subtilités : Marthe de Lauranay symbolise la Lorraine. Natalis Delpierre représente Jules Verne "fils de Pierre" Verne. Etc
- Natalis Delpierre, sous-officier, puis officier français. Originaire de Picardie. 31 ans. Fils d'agriculteur, orphelin à 18 ans. Analphabète, il apprend à lire et à écrire grâce à Jean Keller. Il est le narrateur du récit.
- Irma Delpierre, sœur de Natalis, 40 ans, domestique au service de Madame Keller.
- Jean Keller, français, 24 ans, commerçant. Fils de Madame Keller. Amoureux de Marthe de Lauranay.
- Madame Keller, française, 45 ans. Mariée à un commerçant allemand, d'origine lorraine, émigré après la révocation de l'édit de Nantes. Veuve depuis quinze mois. Mère de Jean Keller.
- Marthe de Lauranay, française, 20 ans, amoureuse de Jean Keller.
- M. de Lauranay, 70 ans, protestant de religion, grand-père de Marthe de Lauranay.
- Kalkreuth, directeur de la police de Belzingen.
- Frantz von Grawert, officier allemand, amoureux de Marthe de Lauranay.
- Colonel von Grawert, père de Frantz von Grawert.
- Buch, braconnier, et ses deux fils. Ils se transforment en chasseurs de primes pour traquer Jean Keller.
- Hans Stenger, paysan lorrain demeurant à la Croix-aux-Bois. Il donne asile aux fugitifs.
- Ludwig Pertz, jeune prussien de Belzingen.